# Excentradenia
Excentradenia là một chi thực vật có hoa trong họ Malpighiaceae.

## Loài
Chi Excentradenia gồm các loài: